# Xerochrysum subundulatum
Xerochrysum subundulatum (conocida por su nombre vulgar, siempreviva alpina o siempreviva anaranjada) es una planta de flor que pertenece a la familia de las Asteraceae, nativa de Australia. Crece en Victoria, Nueva Gales del Sur y Tasmania.
Se trata de una planta anual de porte erecto, que crece normalmente hasta alcanzar unos 60 cm de altura. Usualmente no ramifica o lo hace escasamente. Presenta raíces finas y carnosas de unos 2 mm de diámetro máximo. Las brácteas de la inflorescencia son papiráceas y de color amarillo anaranjado.
Las plántulas toleran bien la competencia ejercida por las plantas adultas.  La estrategia regenerativa de esta especie luego de la ocurrencia de un incendio es mediante la germinación de semillas y los rebrotes vegetativos.